# Dorothy Cannell
Dorothy Cannell (Nottingham, 23 giugno 1943) è una scrittrice statunitense d'origine britannica, specializzata in narrativa gialla.

## Biografia
Nata Dorothy Reddish a Nottingham nel 1943, vive a Belfast, nel Maine.
Trasferitasi ventenne negli Stati Uniti, ha vissuto per anni a Peoria, nell'Illinois.
A partire dal suo esordio nel 1984 con The Thin Woman, ha scritto numerosi romanzi gialli e racconti mistery ed è stata insignita del Premio Agatha alla carriera nel 2014.

## Vita privata
Sposatasi nel 1965 con Julian Cannell, la coppia ha quattro figli, Shana, Jason, Racheal e Warren.

## Opere

### Serie Ellie Haskell
- The Thin Woman (1984)
- Il club delle vedove (The Widow's Club, 1988), Milano, Harlequin Mondadori, I nuovi bestsellers N. 99, 1995
- Mum's the Word (1990)
- Femmes Fatal (1992)
- How to Murder Your Mother-In-Law (1994)
- How to Murder the Man of Your Dreams (1995)
- The Spring Cleaning Murders (1998)
- The Trouble with Harriet (1999)
- Bridesmaids Revisited (2000)
- The Importance of Being Ernestine (2002)
- Withering Heights (2007)
- Goodbye, Ms. Chips (2008)
- She Shoots to Conquer (2009)

### Serie Florence Norris
- Murder at Mullings (2014)
- Death at Dovecote Hatch (2015)

### Serie Tessa Fields
- Down the Garden Path (1985)

### Altri romanzi
- God Save the Queen (1997)
- Sea Glass Summer (2012)

### Racconti
- The Family Jewels and Other Stories (2001)

### Antologie
- Naked Came The Farmer di AA. VV. (1998)
- The Sunken Sailor di AA. VV. (2004)

## Premi e riconoscimenti
- Premio Agatha per il miglior racconto breve: 1995 per The Family Jewels
- Premio Agatha alla carriera: 2014